# ダイル・ムッラーン
ダイル・ムッラーン（アラビア語: دير مران, ラテン文字転写: Dayr Murrān）は、ダマスクスの西の郊外に位置するカシオン山の斜面の下部にかつて存在した村と修道院であり、7世紀から9世紀にかけてウマイヤ朝とアッバース朝のカリフが季節的な居所として好んで滞在したが、正確な場所についてはわかっていない。

## 場所と語源
ダイル・ムッラーンの正確な場所は特定されていないが、中世の史料によれば、ダマスクスのバーブ・アル＝ファラーディース（楽園の門）に近いカシオン山の斜面の下部に存在し、村からはダマスクスの周囲に広がるグータの平原の果樹園を見渡すことができた。村の名前は村の中に存在した大きなキリスト教の修道院に由来しているものの、この修道院の名前でもあるダイル・ムッラーンの語源についてはよくわかっていない。アラビア語でダイル・ムッラーンは「トネリコの木の修道院」を意味しているが、歴史家のドミニク・スールデルはこれを語源としては疑問の余地が残ると述べており、一方でシリア語では納得のいく説明ができないと指摘している。ダイル・ムッラーンの眼下にはサフラン畑が広がり、村の城壁の中には庭園や果樹園が豊富にあることで知られていた。また、ダイル・ムッラーンの修道院は多くのモザイクで飾られていた。

## 歴史
ダイル・ムッラーンはウマイヤ朝のカリフたちが首都のダマスクスを監視しつつ娯楽を楽しむために過ごす居所として利用した。ウマイヤ朝の創設者であるムアーウィヤ（在位：661年 - 680年）がシリアの総督であった660年頃には当時のカリフであるアリー・ブン・アビー・ターリブ（在位：656年 - 661年）の支配下に置かれていたメッカとマディーナを征服するためにムアーウィヤの副官であったブスル・ブン・アビー・アルタートがダイル・ムッラーンで軍を動員した。後にムアーウィヤの後継者となるヤズィード1世（在位：680年 - 683年）は、父親のムアーウィヤによって小アジアのビザンツ帝国に対する前線地帯に派遣される前にダイル・ムッラーンに滞在し、同地の灌漑システムを改良した。さらに後にはカリフのアブドゥルマリク（在位：685年 - 705年）とその側近たちが春の期間をダイル・ムッラーンとジャービヤで過ごし、アブドゥルマリクの息子のワリード1世（在位：705年 - 715年）はこの地で死去した。また、カリフのワリード2世（在位：743年 - 744年）はダイル・ムッラーンに本拠を構えていたと考えられている。
750年にウマイヤ朝が滅亡したのち、後継政権のアッバース朝のカリフやその代官たちがダイル・ムッラーンに居住したり訪れたりした。この村で過ごしたことがあるカリフの中にはハールーン・アッ＝ラシード（在位：786年 - 809年）、マアムーン（在位：813年 - 833年）、そしてムウタスィム（在位：833年 - 842年）がいる。また、カリフのワースィク（在位：842年 - 847年）はダマスクスで起こったカイス族の反乱を鎮圧するためにラジャア・ブン・アイユーブを派遣したが、この時ラジャアはダイル・ムッラーンに司令部を構えた。